# Liste der Biografien/Yas
Liste der Biografien |
Portal Biografien |
Personensuche
# |
A |
B |
C |
D |
E |
F |
G |
H |
I |
J |
K |
L |
M |
N |
O |
P |
Q |
R |
S |
T |
U |
V |
W |
X |
Y |
Z |
?
 
Ya |
Yb |
Yc |
Yd |
Ye |
Yf |
Yg |
Yh |
Yi |
Yk |
Yl |
Ym |
Yn |
Yo |
Yp |
Yr |
Ys |
Yt |
Yu |
Yv |
Yw |
Yx |
Yz
 
Yaa |
Yab |
Yac |
Yad |
Yae |
Yaf |
Yag |
Yah |
Yai |
Yaj |
Yak |
Yal |
Yam |
Yan |
Yao |
Yap |
Yaq |
Yar |
Yas |
Yat |
Yau |
Yav |
Yaw |
Yax |
Yay |
Yaz
Die Liste der Biografien führt alle Personen auf, die in der deutschsprachigen Wikipedia einen Artikel haben. Dieses ist eine Teilliste mit 122 Einträgen von Personen, deren Namen mit den Buchstaben „Yas“ beginnt.

## Yas
- Yas (* 1982), iranischer Rapper

### Yasa
- Yasang Chökyi Mönlam (1169–1233), tibetischer Buddhist der Yasang-Kagyü-Schule
- Yaşar (* 1970), türkischer Popmusiker
- Yaşar Nezihe (1882–1971), türkische Lyrikerin
- Yaşar, Ali (* 1995), belgisch-türkischer Fußballspieler
- Yaşar, Ebru (* 1977), kurdischstämmige türkische PopmusikerinEbru Yaşar (* 1977)

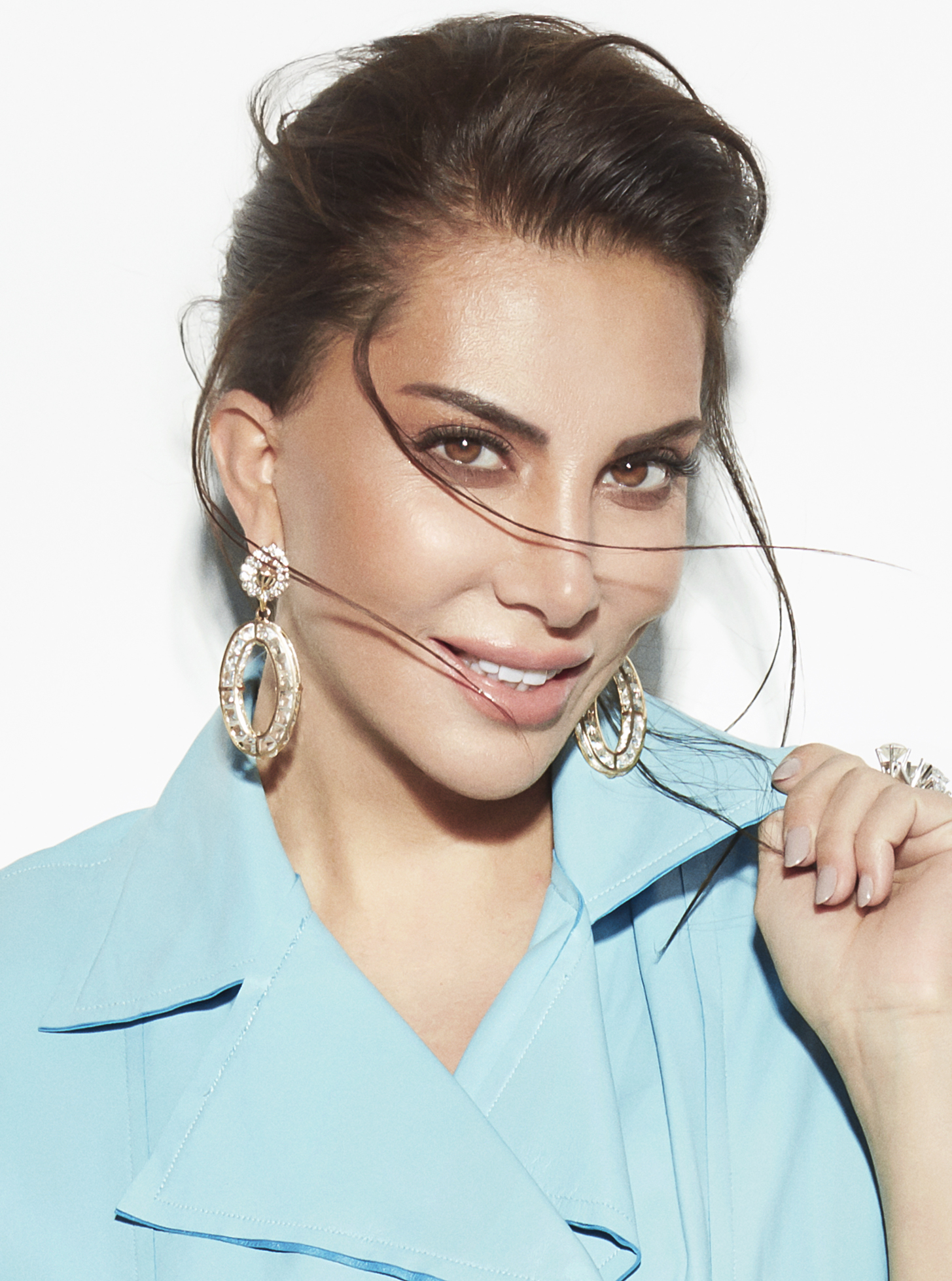
Ebru Yaşar (* 1977)

- Yaşar, Ece (* 1992), türkische Schauspielerin
- Yaşar, Hasan (* 1984), türkischer Fußballspieler
- Yaşar, İbrahim Halil (* 1994), türkischer Fußballspieler
- Yaşar, İsmail (1955–2005), türkisches Opfer einer Mordserie
- Yaşar, Kadem Burak (* 1995), türkischer Fußballtorhüter
- Yasar, Melis (* 2000), schwedische Tennisspielerin
- Yaşar, Mithat (* 1986), türkischer Fußballspieler
- Yaşar, Selim (* 1990), russisch-türkischer Ringer
- Yaşar, Sevcan (* 1990), türkische Schauspielerin und Model
- Yasar, Ursal (* 1980), schweizerisch-türkischer Fussballspieler und -trainer
- Yaşargil, Gazi (1925–2025), türkisch-schweizerischer Mediziner und Neurochirurg
- Yasarlar, Cihan (* 1993), deutscher E-Sportler
- Yasay, Perfecto junior (1947–2020), philippinischer Rechtsanwalt, Außenminister

### Yasb
- Yasbeck, Amy (* 1962), US-amerikanische FilmschauspielerinAmy Yasbeck (* 1962)

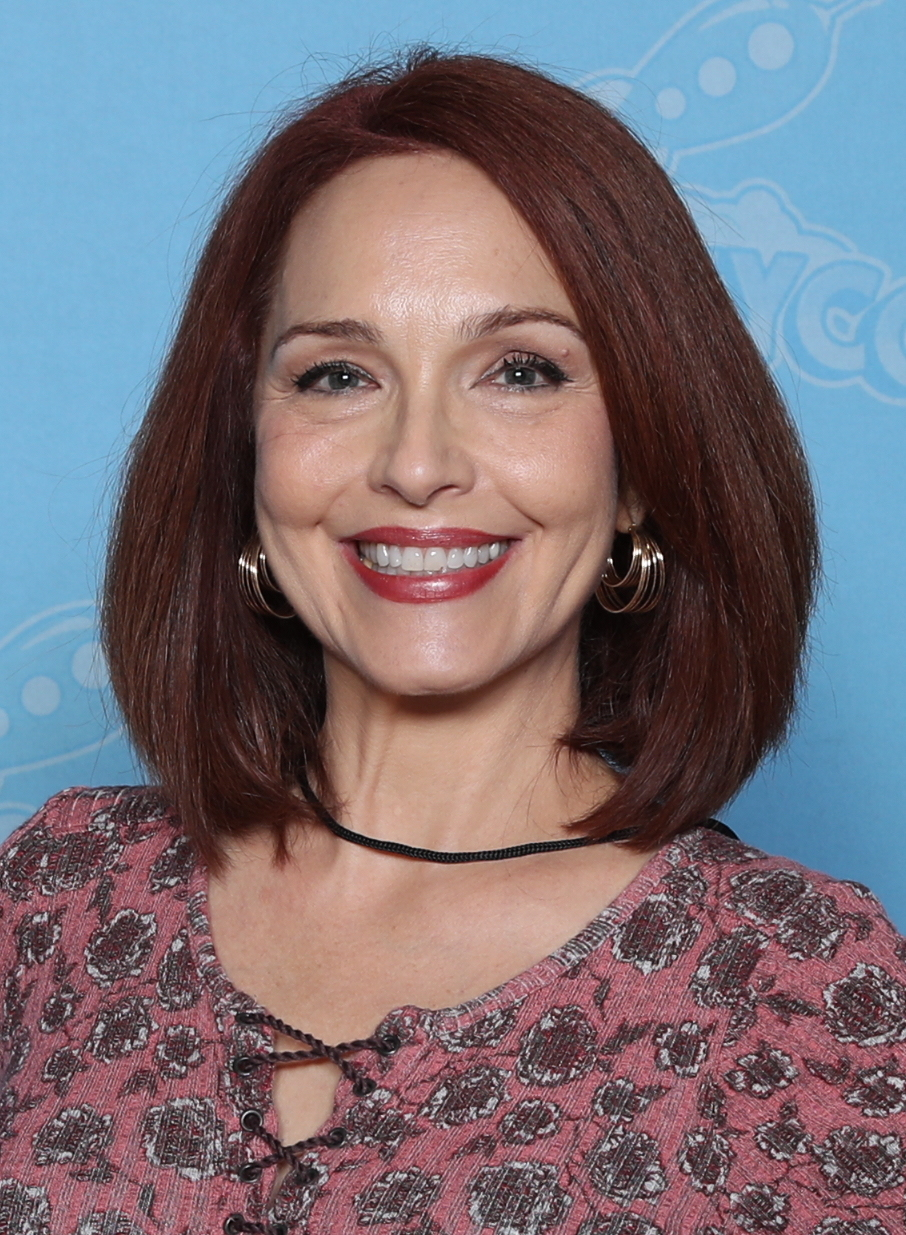
Amy Yasbeck (* 1962)

### Yase
- Yaseen Mohammed, Mohammed (1963–2020), irakischer Gewichtheber
- Yaseen, Hatem (* 1986), ägyptischer Snookerspieler
- Yaseen, Khalid Kamal (* 1982), bahrainischer Langstreckenläufer
- Yaseen, Taha Hussein (* 1998), irakischer Leichtathlet
- Yasen, Mazen al- (* 1996), saudischer Sprinter

### Yash
- Yasha (* 1981), deutscher Rapper, Sänger und Songwriter
- Yashar, Nina (* 1957), italienisch-iranische Designerin und Galeristin
- Yashhur'il Yuhar, Herrscher von Hadramaut
- Yashiki, Yūsei (* 2003), japanischer Fußballspieler
- Yashima, Erina (* 1986), deutsch-japanische Dirigentin
- Yashima, Momo (* 1948), US-amerikanische Film-, Fernseh- und Theaterschauspielerin sowie Filmemacherin
- Yashima, Tetsuya (* 1985), japanischer Grasskiläufer
- Yashinsky, Dan (* 1950), kanadischer Autor, Sozialpädagoge und Geschichtenerzähler
- Yashiro, Akio (1929–1976), japanischer Komponist und Professor
- Yashiro, Hirokata (1758–1841), japanischer Gelehrter und Kalligraph
- Yashiro, Kazuo (1930–1991), japanischer Jazzmusiker
- Yashiro, Rokurō (1860–1930), japanischer Admiral und Politiker
- Yashiro, Satoshi (* 1974), japanischer Fußballspieler
- Yashiro, Seiichi (1927–1998), japanischer Dramatiker, Drehbuchautor, Autor und Übersetzer

### Yasi
- Yasin Ghani, Ahmed (* 1991), irakischer Fußballspieler
- Yasin, Ahmad (1936–2004), palästinensischer Mitbegründer der militanten HamasAhmad Yasin (1936–2004)

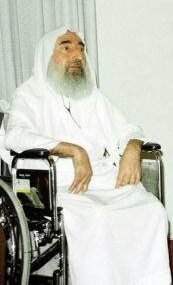
Ahmad Yasin (1936–2004)

- Yasin, Ali Egal (* 1991), somalischer Fußballspieler
- Yasin, Cengiz B' (* 1992), deutscher Schauspieler
- Yaşın, Neşe (* 1959), zyprische Dichterin und Schriftstellerin
- Yasinsky, Karen (* 1965), US-amerikanische Künstlerin
- Yasir Al-Rumayyan (* 1970), saudischer Manager und Gouverneur des Public Investment Fund (PIF), des Staatsfonds des Königreichs Saudi-Arabien
- Yasir, Muhammad (* 1998), pakistanischer Speerwerfer

### Yask
- Yaska, Grammatiker des alten Indien
- Yaskil, Amos (* 1935), israelischer Künstler

### Yasm
- Yasmin, Farida (1940–2015), bangladeschische Playback-Sängerin
- Yasmin, Nilufar (1948–2003), bangladeschische Sängerin
- Yasmin, Sabina (* 1954), bangladeschische Sängerin
- Yasmine Al-Bustami (* 1993), US-amerikanische SchauspielerinYasmine Al-Bustami (* 1993)

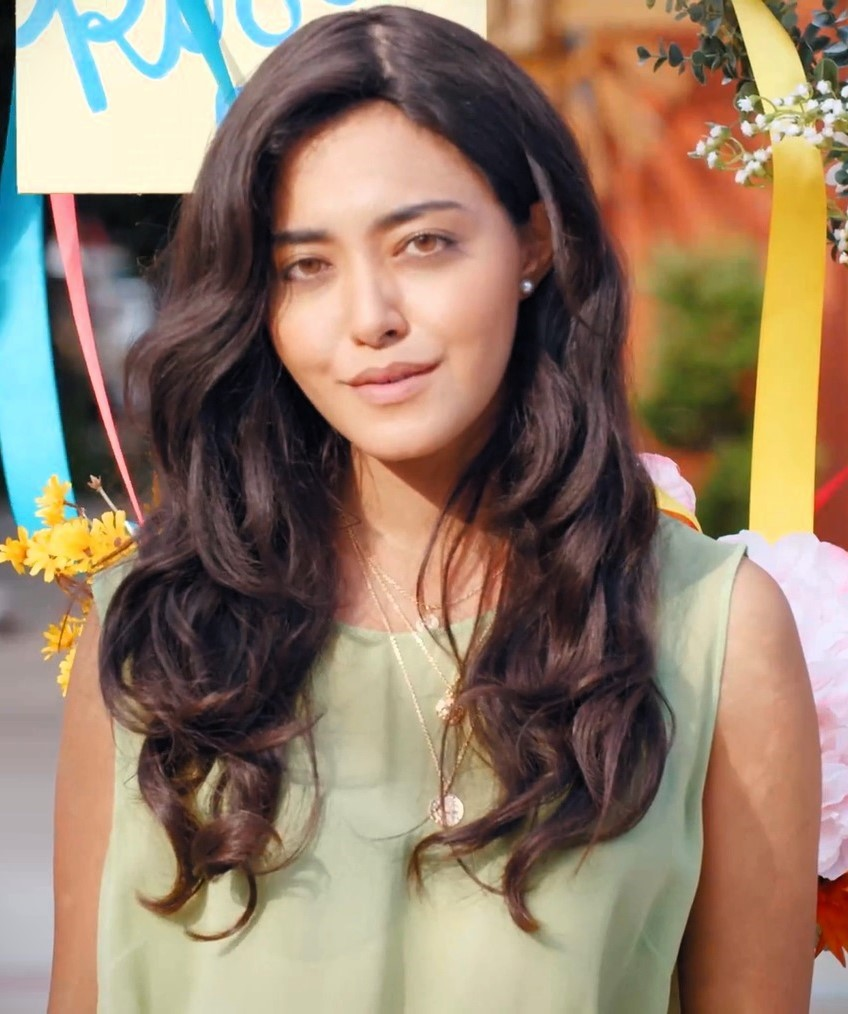
Yasmine Al-Bustami (* 1993)

- Yasmine, Ariel (* 1998), US-amerikanische Schauspielerin und Model

### Yaso
- Yaso, Yūji (* 1969), japanischer Fußballspieler
- Yasodhara, Ehefrau von Shakyamuni, dem historischen Buddha
- Yasotoukee, Jenou, laotischer Fußballspieler
- Yasovarman I. († 910), König von Angkor
- Yasovarman II. († 1166), Herrscher des Khmer-Reichs (1160–1166)

### Yasr
- Yasri, Hichem (* 1990), algerischer Tennisspieler

### Yass
- Yass, Catherine (* 1963), britische Künstlerin
- Yass, Jeff (* 1958), US-amerikanischer Unternehmer
- Yassari, Nadjma (* 1971), iranisch-deutsche Juristin und Hochschullehrerin
- Yasser, Ahmed (* 1994), katarischer Fußballspieler
- Yasser, Radwan (* 1972), ägyptischer Fußballspieler
- Yasser, Ramadan (* 1980), ägyptischer Boxer
- Yassi, Marie (* 1985), ivorischer Fußballspieler
- Yassin (* 1985), deutscher RapperYassin (* 1985)

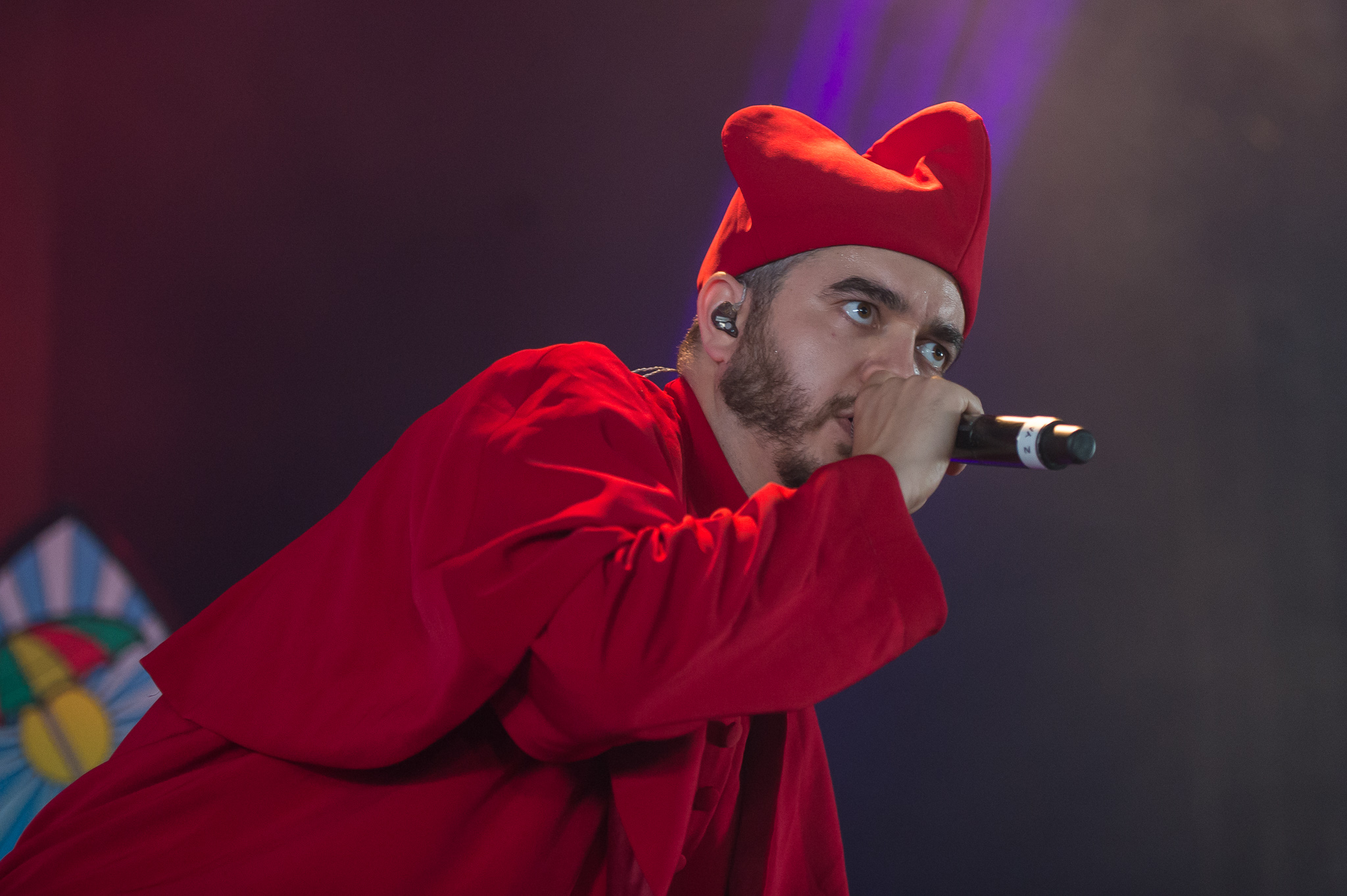
Yassin (* 1985)

- Yassin, Anas Yusuf (1934–1974), saudischer Diplomat
- Yassine, Abdessalam (1928–2012), marokkanischer Islam-Gelehrter
- Yassine, Nadia (* 1958), marokkanische islamistische Autorin
- Yassine, Nasser, libanesischer Politiker
- Yassir (* 1973), deutscher Rapper
- Yassour, Penny (* 1950), israelische Installationskünstlerin

### Yast
- Yastrzemski, Carl (* 1939), US-amerikanischer Baseballspieler

### Yasu
- Yasuda, Fumio (* 1953), japanischer Improvisationsmusiker (Piano) und Komponist
- Yasuda, Hampo (1889–1947), japanischer Maler der Nihonga-Richtung
- Yasuda, Hironobu (* 1983), japanischer Automobilrennfahrer
- Yasuda, Hitoshi (* 1950), japanischer Autor, Übersetzer und Spieledesigner
- Yasuda, Kenshin (* 2005), japanischer Fußballspieler
- Yasuda, Kōdai (* 1989), japanischer Fußballspieler
- Yasuda, Kojirō (* 2003), japanischer Fußballspieler
- Yasuda, Michihiro (* 1987), japanischer Fußballspieler
- Yasuda, Michio (* 1949), japanischer Fußballspieler
- Yasuda, Michiyo (1939–2016), japanische Animatorin
- Yasuda, Minami (* 1943), japanische Jazzmusikerin
- Yasuda, Paul Hisao (1921–2016), japanischer Geistlicher, römisch-katholischer Erzbischof von Osaka
- Yasuda, Takao (* 1949), japanischer Unternehmer
- Yasuda, Yojūrō (1910–1981), japanischer Schriftsteller
- Yasuda, Yoshitatsu (1898–1943), Offizier der Kaiserlich Japanischen Marine
- Yasuda, Yukihiko (1884–1978), japanischer Maler im Nihonga-Stil
- Yasuda, Zenjirō (1838–1921), japanischer Unternehmer
- Yasuhara, Nariyasu (* 1968), japanischer Fußballspieler
- Yasuhara, Teishitsu (1610–1673), japanischer Haiku-Dichter der frühen Edo-Zeit
- Yasui, Kaito (* 2000), japanischer Fußballspieler
- Yasui, Kono (1880–1971), japanische Biologin und Zytologin
- Yasui, Lise, US-amerikanische Filmproduzentin, Regisseurin
- Yasui, Sokken (1799–1876), japanischer konfuzianischer Gelehrter
- Yasui, Sōtarō (1888–1955), japanischer Maler
- Yasui, Takuma (1909–1995), japanischer Wirtschaftswissenschaftler
- Yasui, Takuya (* 1998), japanischer Fußballspieler
- Yasui, Tetsu (1870–1945), japanische Pädagogin
- Yasukawa, Daigorō (1886–1976), japanischer Unternehmer
- Yasukawa, Gorō (* 1965), japanischer Komponist
- Yasukawa, Roger (* 1977), US-amerikanischer Rennfahrer
- Yasukawa, Yū (* 1988), japanischer Fußballspieler
- Yasuke, afrikanischstämmiger Samurai
- Yasumi, Rie (* 1972), japanische Schriftstellerin
- Yasumi, Toshio (1903–1991), japanischer Drehbuchautor
- Yasumitsu, Shosaku (* 1999), japanischer Fußballspieler
- Yasumoto, Sawako (* 1990), japanische Fußballspielerin
- Yasunaga, Reo (* 2000), japanischer Fußballspieler
- Yasunaga, Sōtarō (* 1976), japanischer Fußballtrainer und Fußballspieler
- Yasuoka Shōtarō (1920–2013), japanischer Schriftsteller
- Yasuoka, Choke (* 1973), thailändischer, heute für Japan antretender, Behindertensportler
- Yasuoka, Okiharu (1939–2019), japanischer Politiker
- Yasutake, Patti (1953–2024), US-amerikanische Film- und FernsehschauspielerinPatti Yasutake (1953–2024)

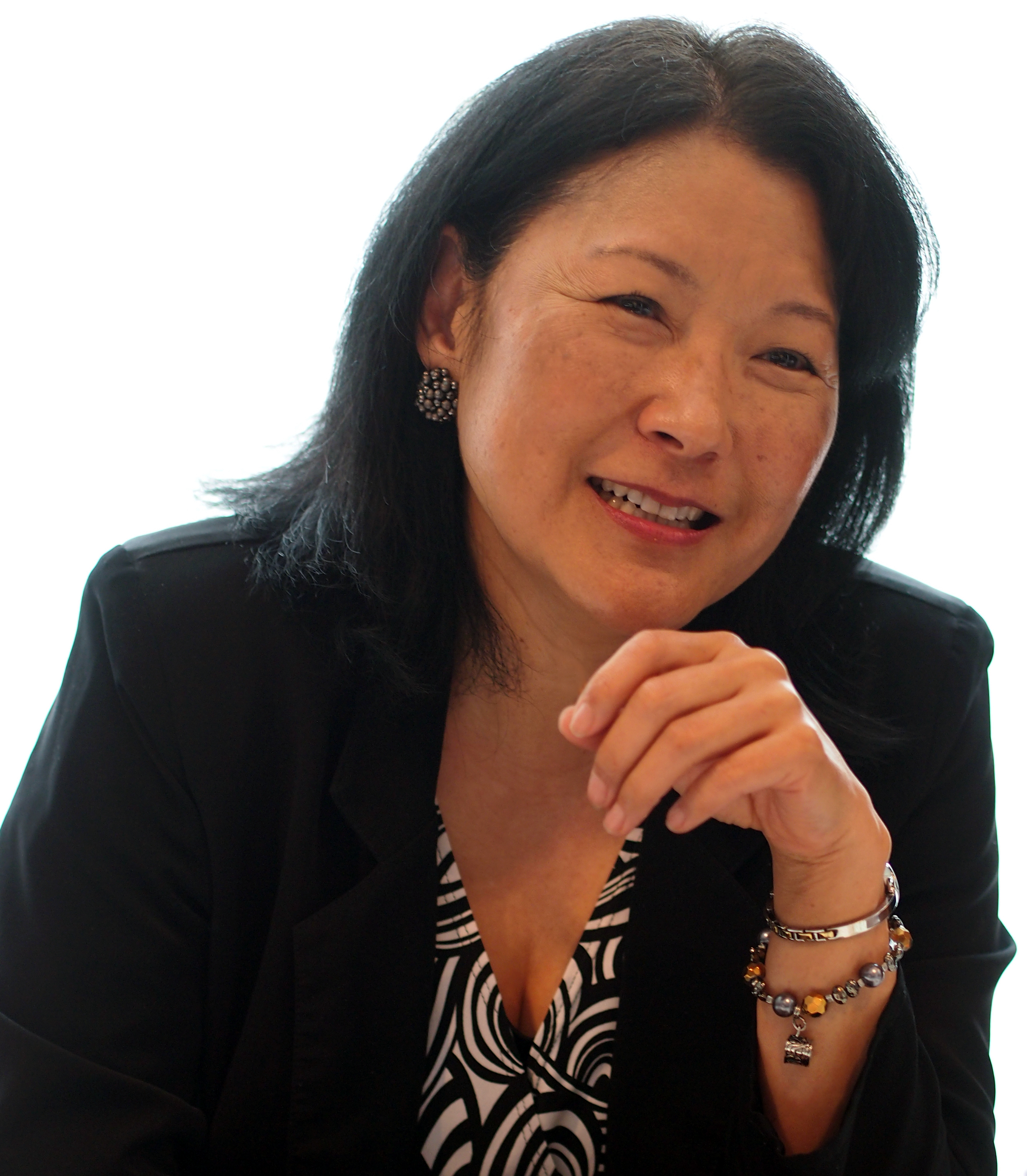
Patti Yasutake (1953–2024)

- Yasutake, Tōru (* 1978), japanischer Fußballspieler
- Yasutake, William Tosh (1922–2016), US-amerikanischer Fischpathologe
- Yasutoko, Takeshi (* 1986), japanischer Inline-Skater
- Yasuzaki, Naoki (* 1969), japanischer Skispringer

### Yasy
- Yasynskyy, Artem (* 1988), klassischer Pianist und Hochschuldozent